# Carl Koldewey

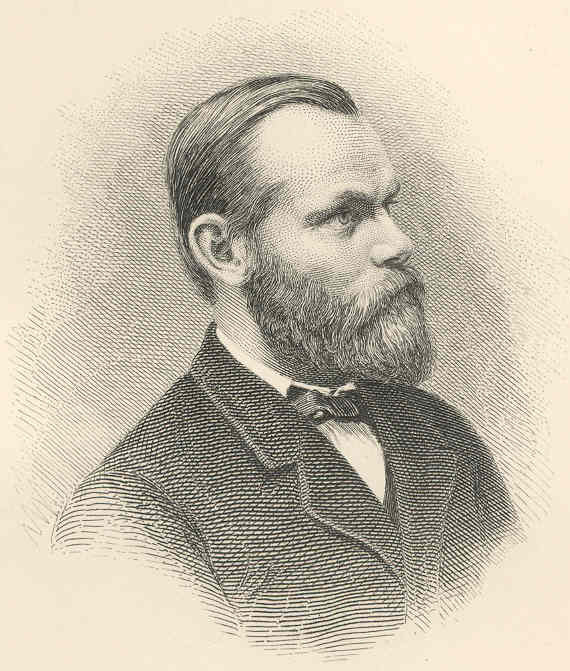
Carl Koldewey

Carl Christian Koldewey (* 26. Oktober 1837 in Bücken bei Hoya; † 17. Mai 1908 in Hamburg) war ein deutscher Polarforscher.

## Biografie
Koldewey war der Sohn des Kaufmanns Johann Christian Koldewey und dessen Ehefrau Wilhelmine Meyer. Im Anschluss an seine Schulzeit auf dem Gymnasium Clausthal heuerte Koldewey Ostern 1853 als Schiffsjunge an. Mit 22 Jahren besuchte er die Seefahrtschule in Bremen, wo er einer der besten Schüler von Arthur Breusing wurde. Später ging er wieder zur See und kehrte 1861 an die Seefahrtschule zurück. Ausgebildet als Kapitän studierte Koldewey zwischen 1866 und 1867 an den Universitäten Hannover und Göttingen unter anderem Mathematik, Physik und Astronomie.
Robert Koldewey, Archäologe und Architekturhistoriker, war sein Neffe.

### Expeditionen

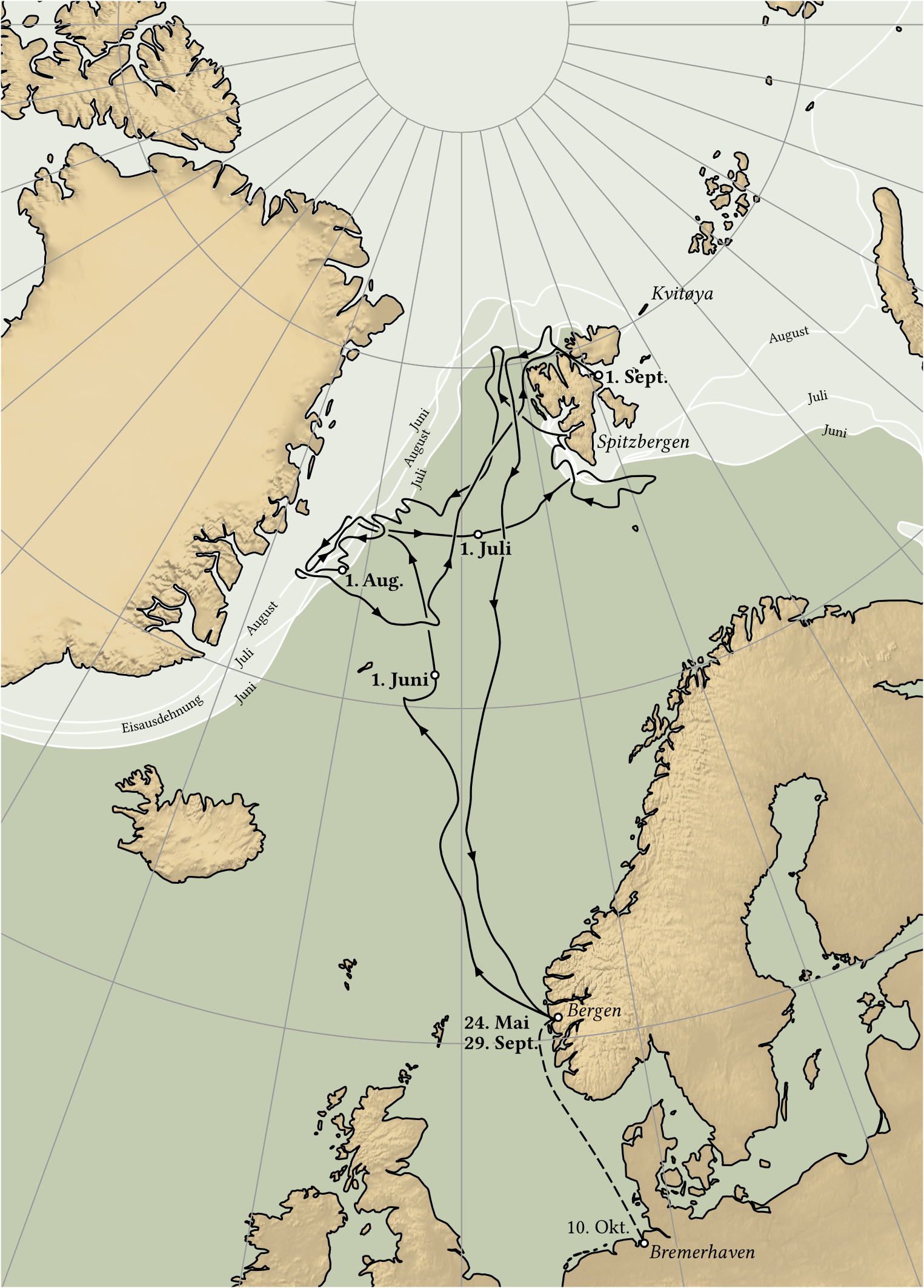
Route der Ersten Deutschen Nordpolar-Expedition

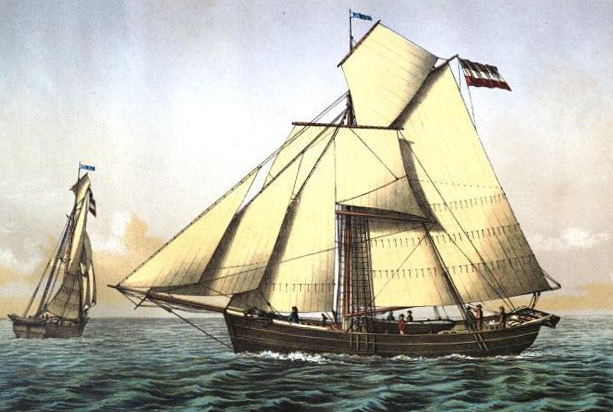
Das Expeditionsschiff Grönland, 1868

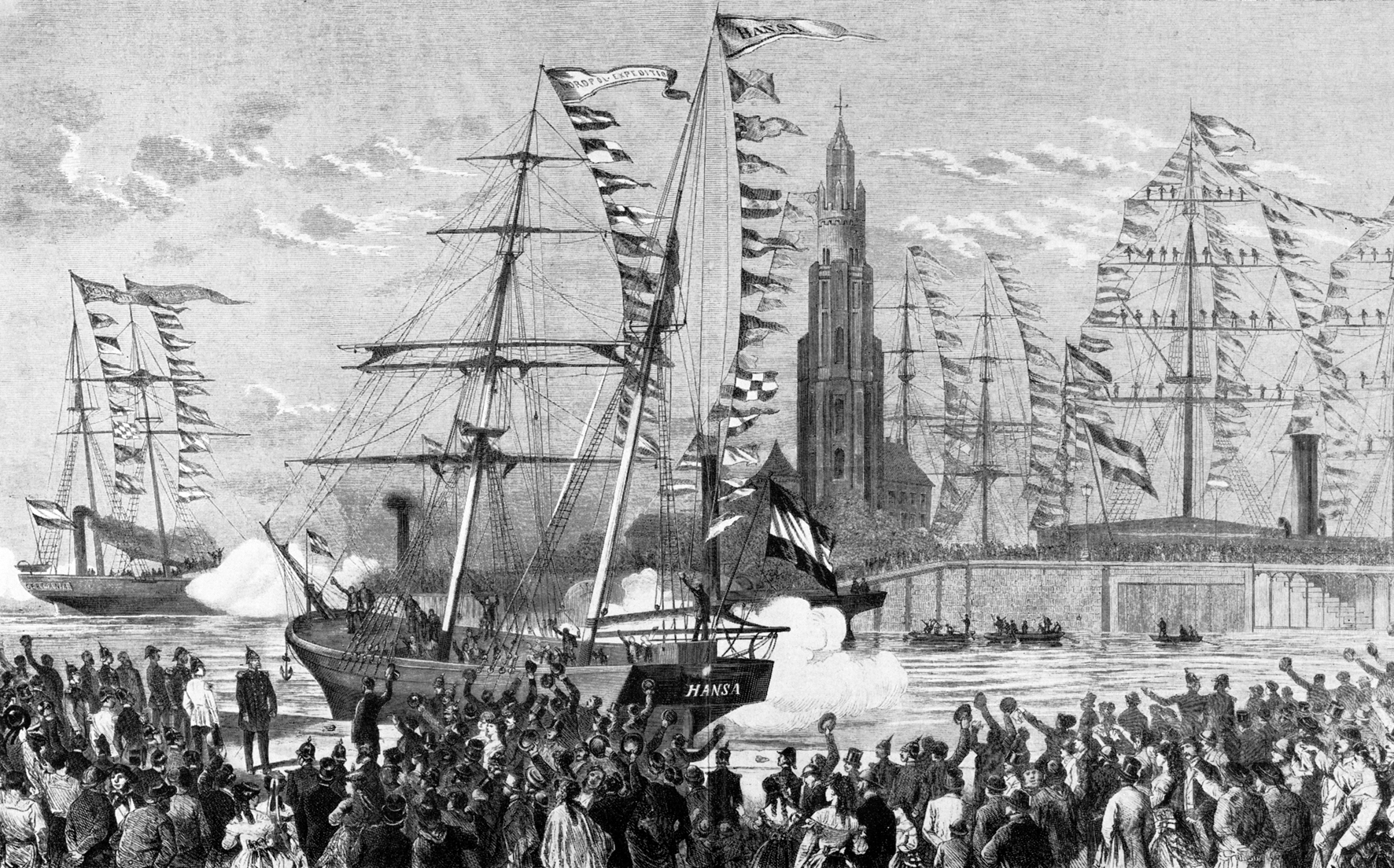
Abfahrt der Schiffe Germania und Hansa zur Zweiten Deutschen Polarexpedition am 15. Juni 1869 von Bremerhaven. Lithografie nach einer Zeichnung von Carl Justus Harmen Fedeler

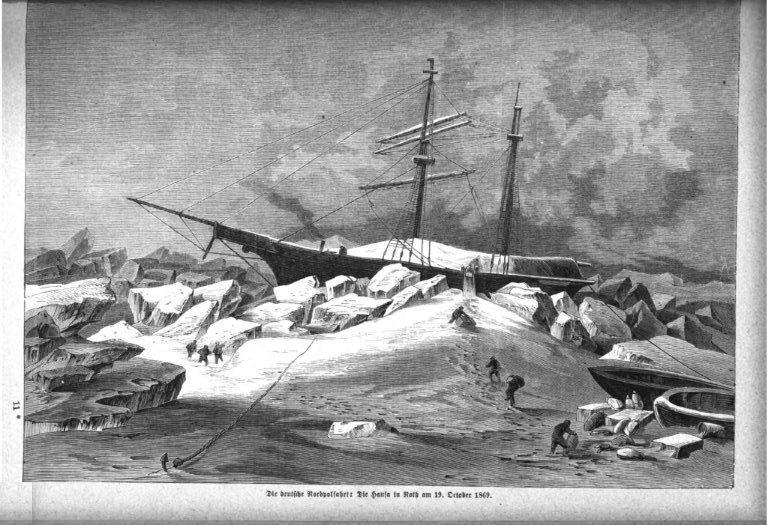
Die Hansa in Not, 1869

Durch Fürsprache seines Lehrers Breusing und auf Anregung von August Petermann übertrug man Koldewey 1868 als Kapitän der Grönland die Leitung der Ersten Deutschen Nordpolar-Expedition. Er sollte entweder längs der Ostküste Grönlands so weit wie möglich nach Norden vorstoßen, oder aber um Spitzbergen herum das sogenannte Gillis-Land erreichen. Widrige Umstände und starke Vereisung verwehrten ihm aber beide Ziele, er konnte schließlich bei Spitzbergen die höchste nördliche Breite von 81°5′ erreichen und kehrte dann um.

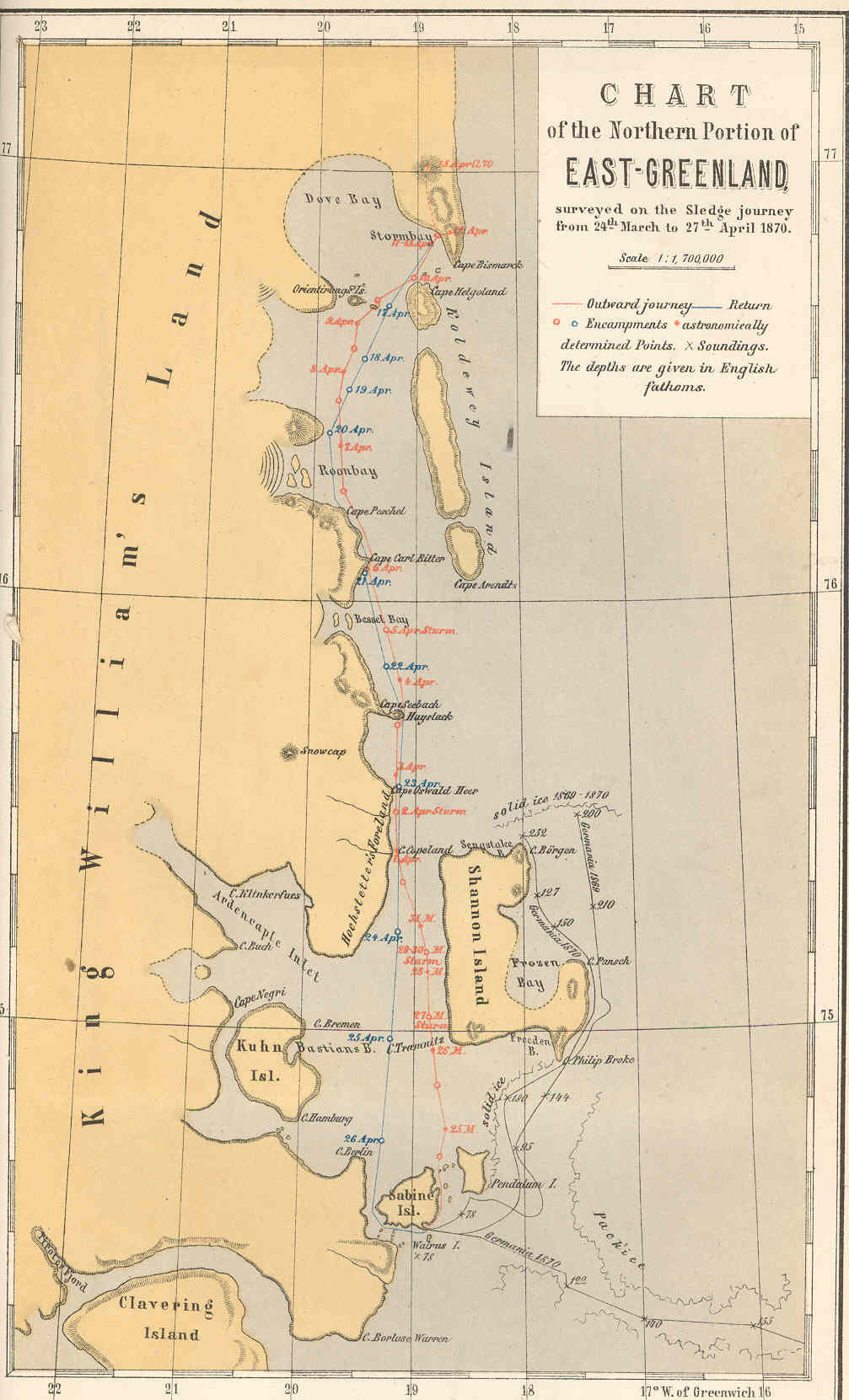
Route der Schlittenexkursion nach Germania Land während der Zweiten Deutschen Nordpolar-Expedition

1869 bis 1870 war er als Kapitän der Germania Leiter der Zweiten Deutschen Nordpolar-Expedition nach Grönland und zum Arktischen Ozean mit der Absicht, in die arktische Zentralregion vorzudringen. Der Expedition, ausgerüstet mit dem Schraubendampfer Germania und dem Segelschiff Hansa unter Kapitän Friedrich Hegemann, schlossen sich sechs Wissenschaftler an: Karl Nikolai Jensen Börgen (Astronom, Physiker), Ralph Copeland (Astronom, Physiker), Adolf Pansch (Zoologe, Botaniker, Arzt) und Julius von Payer als Topograph, auf der Hansa fuhren Reinhold Buchholz (Arzt und Zoologe) und der Geologe Gustav Carl Laube.
Am 15. Juni 1869 verließ die Expedition Bremerhaven. Bereits am 20. Juli wurden beide Schiffe durch Nebel voneinander getrennt. Die Hansa wurde vom Eis eingeschlossen, am 19. Oktober 1869 vom Eis zerdrückt und ging unter. Die Expeditionsteilnehmer konnten sich auf eine Eisscholle retten, trieben 1500 Kilometer südwärts und landeten nach über 6 Monaten in Friedrichstal, während die Germania am 5. August 1869 die Sabine Ø erreichte. Teils mit Schlitten, teils zu Schiff und zu Boot erfolgte von dort aus die weitere Entschleierung und Aufnahme der Küste zwischen 73° und 77° n. Br. in Fortführung der Arbeiten der Sabine’schen Expedition. Auf ihrem Vorstoß zum Nordpol erreichte die Germania am 14. August die höchste Breite unter 75° 30′ N, im Nordosten von Shannon, wo völlig geschlossenes Eis zur Umkehr nötigte. Payer führte eine Aufnahme von Shannon durch, die Astronomen begannen auf dieser Insel ihre Gradmessungen. Für die Zeit vom 27. August 1869 bis 22. Juli 1870 wurde bei der Sabine Ø ein Winterhafen eingerichtet. Auf Schlittenreisen drang man tiefer ins Innere vor, dort wurden nicht nur die Inseln und die Küsten aufgenommen, sondern Untersuchungen aller Art vorgenommen, die einen Einblick in die Alpen- und Gletschernatur Grönlands geben. Der eigentliche Höhepunkt der Expedition war die Entdeckung und Erforschung des Kejser Franz Joseph Fjords.

### Späteres Wirken
Nach Beendigung der Expeditionen betätigte sich Koldewey als Schriftsteller und beteiligte sich als Autor an wissenschaftlichen Publikationen. Von 1871 an arbeitete er an der Deutschen Seewarte in Hamburg, deren Abteilung Nautische Instrumente er 1875 übernahm. Am 31. Juli 1905 ging er als Admiralitätsdirektor in den Ruhestand.
Die Koldewey-Station, eine deutsche Forschungsstation in Ny-Ålesund auf Spitzbergen, ist nach Carl Koldewey benannt. Sie wird vom Alfred-Wegener-Institut betrieben. Die Grundschule in seinem Geburtsort Bücken ist seit 2011 ebenso nach Carl Koldewey benannt wie auch die kleine Koldewey-Insel (остров Кольдевея) in Franz-Josef-Land und die Inseln Lille und Store Koldewey vor der Küste Ostgrönlands.

### Ehrungen
- Admiralitätsrat
- Koldeweystraßen in Braunschweig, Walle (Bremen) und Hamburg-Groß Borstel
- Koldewey-Station, deutsche Forschungsstation in Ny-Ålesund, wird durch das Alfred-Wegener-Institut in Bremerhaven geführt.
- Koldewey-Insel (oстров Kольдевея) in Franz-Joseph-Land
- die Inseln Koldewey Øer (Store Koldewey und Lille Koldewey) im Nordost-Grönland-Nationalpark
- Kapitän-Koldewey-Grundschule[1]

## Werke
- Die erste deutsche Nordpolar-Expedition im Jahre 1868. Justus Perthes, Gotha 1871.
- Die zweite Deutsche Nordpolarfahrt in den Jahren 1869 und 1870, unter Führung des Kapitän Karl Koldewey. Erster Band: Erzählender Theil, F. A. Brockhaus, Leipzig 1873.
- Die zweite Deutsche Nordpolarfahrt in den Jahren 1869 und 1870, unter Führung des Kapitän Karl Koldewey. Zweiter Band: Wissenschaftliche Ergebnisse, F. A. Brockhaus, Leipzig 1874.